# Parandra cubaecola
Parandra cubaecola là một loài bọ cánh cứng trong họ Cerambycidae.